# Epatlán
Epatlán est une municipalité dans l’État de Puebla, au sud-est du Mexique.